# Mohammad Gholami
Mohammad Gholami (en persa: محمد غلامی‎, Talesh, Irán, 13 de febrero de 1983) es un exfutbolista de Irán que jugó en la posición de delantero centro.

## Carrera

### Club
| Periodo   | Club                           |
| --------- | ------------------------------ |
| 1999–2001 | Chooka Talesh FC               |
| 2001–2006 | Malavan FC                     |
| 2006–2009 | PAS Teherán FC                 |
| 2009–2011 | Steel Azin FC                  |
| 2011–2012 | Damash Guilán                  |
| 2012–2014 | Sepahan FC                     |
| 2014–2015 | Rah Ahan FC                    |
| 2015      | Padideh FC                     |
| 2015–2016 | Esteghlal Ahvaz                |
| 2016–2017 | Khoneh Be Khoneh Mazandaran FC |
| 2017–2018 | Gol Gohar Sirjan FC            |
| 2018      | Sepidrood Rasht FC             |
| 2018      | Aluminium Arak FC              |
| 2018–2021 | Sepidrood Rasht FC             |
| 2021–2022 | Damash Guilán                  |

### Selección nacional
Jugó para Irán en 13 ocasiones de 2010 a 2013 y anotó 3 goles; participó en la Copa Asiática 2011.

## Logros
- Copa Hazfi (1): 2012-13

## Estadísticas

### Goles con selección nacional
| # | Fecha     | Sede                        | Rival      | Marcador | Resultado | Torneo                     |
| - | --------- | --------------------------- | ---------- | -------- | --------- | -------------------------- |
| 1 | 3-9-2010  | Zhengzhou Hanghai Stadium   | China      | 2–0      | 2–0       | Amistoso                   |
| 2 | 1-10-2010 | Amman International Stadium | Irak       | 2–1      | 2–1       | Campeonato de la WAFF 2010 |
| 3 | 2-5-2012  | Enghelab Stadium            | Mozambique | 1–0      | 3–0       | Amistoso                   |